# يوشيكو ساكاكيبارا
يوشيكو ساكاكيبارا (榊原良子 ساكاكيبارا يوشيكو) هي مؤدية أصوات يابانية ولدت في 31 مايو 1956 في محافظة تشيبا.

## أدوارها في الأنمي

### مسلسلات أنمي تلفزيونية
- هلسينغ - السير إنتيغرا فيربروك وينغيتس هلسينغ
- هايسكول اوف ذا ديد - يوريكو تاكاغي
- إينوياشا فصل الخاتمة - والدة سيشومارو
- سبيس أدفنتشر كوبرا - أرمرويد ليدي
- كوبرا ذي أنيميشن - أرمرويد ليدي
- الشرطي المتنقل باتليبر - شينوبو ناغومو
- أنت رهن الاعتقال - كاوروكو كينوشيتا
- زون أوف ذي إندرز Dolores,i - دكتورة ريتشل لينكس
- إكس-من - يوي ساساكي
- أحجية الشر - ميتشي يوري
- بداية كتاب السحر من نقطة الصفر - سورينا

### أوفا أنمي
- بلاك ماجك - سيبل
- البدلة المتنقلة جاندام: فريق ب.م. رقم 08 - توب
- الأسطورة المقدسة -ريغفيدا- - كارورا-أو
- زون أوف ذي إندرز: 2167 IDOLO - دكتورة ريتشل لينكس
- سوبرنتشرل ذي أنيميشن - الحسناء
- كوبرا ذي أنيميشن: ذا سايكوغان - أرمرويد ليدي
- كوبرا ذي أنيميشن: تايم درايف - أرمرويد ليدي

### أفلام أنمي
- ناوسيكا أميرة وادي الرياح - كوشانا

## أدوارها في ألعاب الفيديو
- تيلز أوف ديستني 2 - إلراين

## وصلات خارجية
- يوشيكو ساكاكيبارا على موقع IMDb (الإنجليزية)
- يوشيكو ساكاكيبارا على موقع ألو سيني (الفرنسية)
- يوشيكو ساكاكيبارا على موقع ميوزك برينز (الإنجليزية)
- يوشيكو ساكاكيبارا على موقع قاعدة بيانات الأفلام السويدية (السويدية)
- يوشيكو ساكاكيبارا على موقع قاعدة بيانات الفيلم (الإنجليزية)
- يوشيكو ساكاكيبارا على موقع كينوبويسك (الروسية)
- يوشيكو ساكاكيبارا على موقع ANN person (الإنجليزية)